# Tømmerby (parochie)
Tømmerby is een parochie van de Deense Volkskerk in de Deense gemeente Thisted. De parochie maakt deel uit van het bisdom Aalborg en telt 1043 kerkleden op een bevolking van 1172 (2004).
Historisch maakt de parochie deel uit van de herred Vester Han. De parochie werd in 1970 opgenomen in de nieuw gevormde gemeente Hanstholm, die in 2007 opging in Thisted.
Arup · Hansted · Hillerslev · Hjardemål · Hundborg · Hunstrup · Jannerup · Kallerup · Kåstrup · Klitmøller · Lild · Nørhå · Nors · Øsløs · Øster Vandet · Østerild · Ræhr · Sennels · Sjørring · Skinnerup · Skjoldborg · Thisted · Tilsted · Tømmerby · Torsted · Tved · Vang · Vesløs · Vester Vandet · Vigsø · Vorupør